# Мундомар
Мундомар (кат. Acualandia) — парк морских животных и экзотических птиц на юге побережья Коста-Бланке. Находится в г. Бенидорме, провинции Аликанте (Валенсия, Испания).
Является одним из самых больших парков морских животных в Испании. Рядом расположен аквапарк Акваландия.
Открыт в 1996 году. Здесь проводятся шоу с участием морских львов, дельфинов и пингвинов, можно увидеть сурикатов, черепах, полярных сов, необыкновенных фламинго, а также разнообразных ярких попугаев и других птиц.
Имеется возможность осмотреть подводный мир в зоне проживания морских животных. Также на территории парка Мундомар расположены многочисленные рестораны, бары, магазины и сервисные службы.
Мундомар занимает площадь около 60 000 м², ещё 50 000 м² отведены под бесплатную парковку.
Обязательный к просмотру балетный спектакль с участием дельфинов — единственный в мире по своей красоте и сложности. Также участие в нём принимает испанская олимпийская команда.
Парк, как правило, открыт с февраля по декабрь.